# 朱迪斯·蕾斯尼克
朱迪斯·阿琳·蕾斯尼克（1949年4月5日—1986年1月28日）曾是美國電氣工程師、軟件工程師、生物醫學工程師、飛行員、和美国国家航空航天局的宇航员，执行过STS-41-D以及STS-51-L任务，於挑戰者號太空梭墜毀時與其餘六名機組員同時罹難。 她是第四位女性、第二位美國女性和第一位在太空飛行的猶太女性，在軌道上飛行了 145 小時。
蕾斯尼克還是個孩子時就因其智力才華而受到認可，成為美國歷史上第 16 位在 SAT 考試中獲得滿分的女性後，她被卡內基理工學院錄取。 在獲得馬里蘭大學電氣工程博士學位之前，她畢業於卡內基梅隆大學並獲得電氣工程學位。
蕾斯尼克曾在 RCA 擔任海軍導彈和雷達項目的工程師，在施乐公司 (Xerox Corporation) 擔任高級系統工程師，並發表了關於專用集成電路的研究。 她還是一名飛行員，並作為美國國家衛生院的研究員為生物醫學工程做出了研究貢獻。
28 歲時，蕾斯尼克被美國宇航局選為任務專家。 她是美国国家航空航天局第八组宇航员的成員，這是第一個包含女性的宇航員組。 在接受宇航員計劃培訓時，她為 NASA 任務開發了軟件和操作程序。她的第一次太空飛行是 1984 年 8 月和 9 月的 STS-41-D 任務，第 12 次航天飛機飛行，以及發現號太空梭的處女航，她的職責包括操作其機械臂。 她的第二次航天飛機任務是 1986 年 1 月在挑戰者號太空梭上執行的 STS-51-L。 她在航天飛機升空後不久解體並墜入大海時死亡。

## 早年生活
朱迪斯·蕾斯尼克 (Judith Arlene Resnik) 於 1949 年 4 月 5 日出生於俄亥俄州阿克倫市， 是驗光師馬文·雷斯尼克 (Marvin Resnik) 和他的妻子莎拉 (née Polensky) 的女兒， 是一名法律秘書。  她有一個比她小四歲的弟弟查爾斯。

## 宇航員

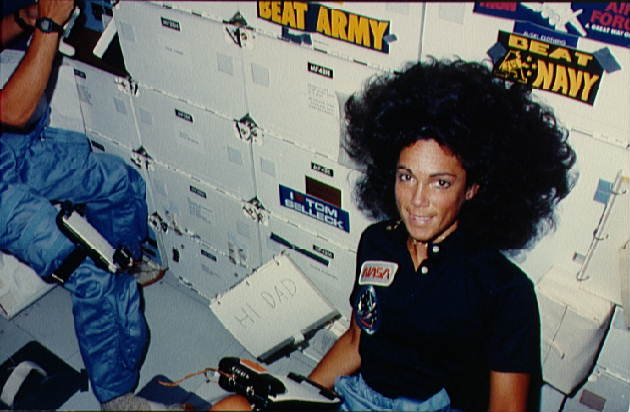
在執行STS-41-D任務期間，雷斯尼克在發現號太空梭的中層甲板上，她的儲物櫃上貼著“我愛湯姆塞勒克”的貼紙。 一張手寫卡片上寫著：“Hi 爸爸”。

蕾斯尼克在 1978 年申請了宇航員計劃，當時她是 NASA 招聘人員的女演員妮雪兒·尼柯斯 (Nichelle Nichols) 推薦的。  蕾斯尼克的第一次太空飛行是在 1984 年 8 月至 9 月的 STS-41-D 發現號任務中擔任任務專家。 她還作為任務專家參加了使用挑戰者號太空梭進行的 STS-51-L。 朱迪思是第一位進入太空的猶太裔美國人或猶太女性，也是繼蘇聯鲍里斯·沃雷诺夫之後的第二位猶太人。。

## 紀念

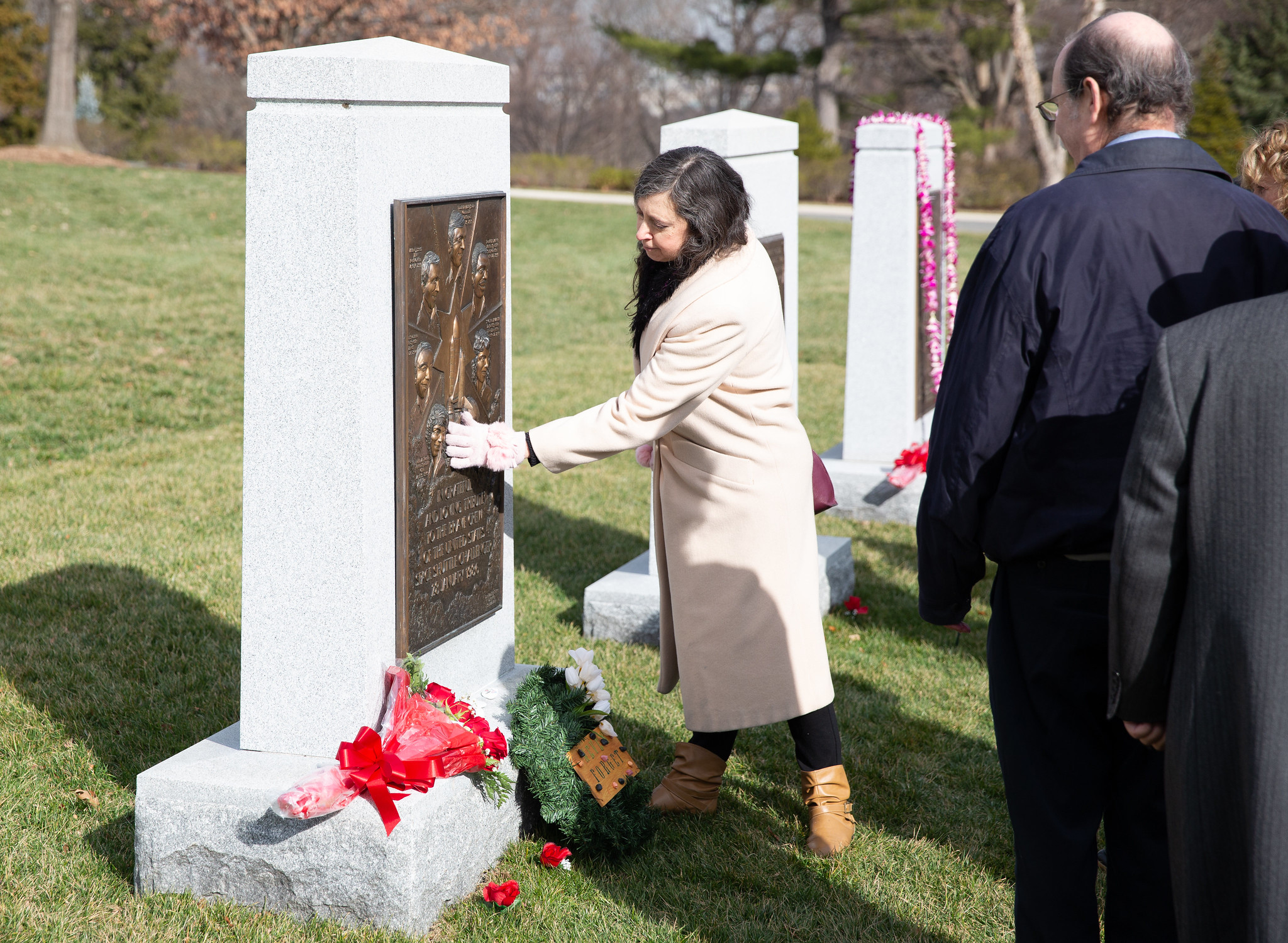
作為 NASA 紀念日的一部分，查爾斯·蕾斯尼克的妻子艾米·蕾斯尼克在 阿靈頓國家公墓 舉行的獻花儀式後觸摸了航天飛機“挑戰者號”紀念館。

蕾斯尼克被追授國會太空榮譽勳章。  她的首次飛行還獲得了美國宇航局太空飛行獎章。  以她的名字命名的地標和建築物包括她母校卡內基梅隆大學的宿舍； 馬里蘭州蓋瑟斯堡的 Judith A. Resnik 小學；，她的家鄉阿克倫朱迪斯蕾斯尼克社區學習中心（以前的 Fairlawn 小學），為了紀念她而更名； 和於 2016 年在德克薩斯州聖安東尼奧成立朱迪斯蕾斯尼克中學。
- 小行星3356[15]
- 月球上位於33.8°S 150.1°W的蕾斯尼克隕石坑[16]。
- 金星上蕾斯尼克隕石坑[17]

蕾斯尼克和挑戰者號其他機組員的紀念碑在得克薩斯州西布魯克(Seabrook, Texas)舉行，她駐紮在約翰遜航天中心時就住在那裡。  肯尼迪航天中心的太空鏡紀念館(Space Mirror Memorial)也紀念她。

## 参阅
- 挑战者号航天飞机灾难